# Elmo corinzio

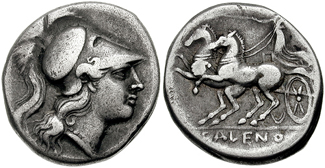
La dèa greca Atena con elmo corinzio portato sulla nuca.

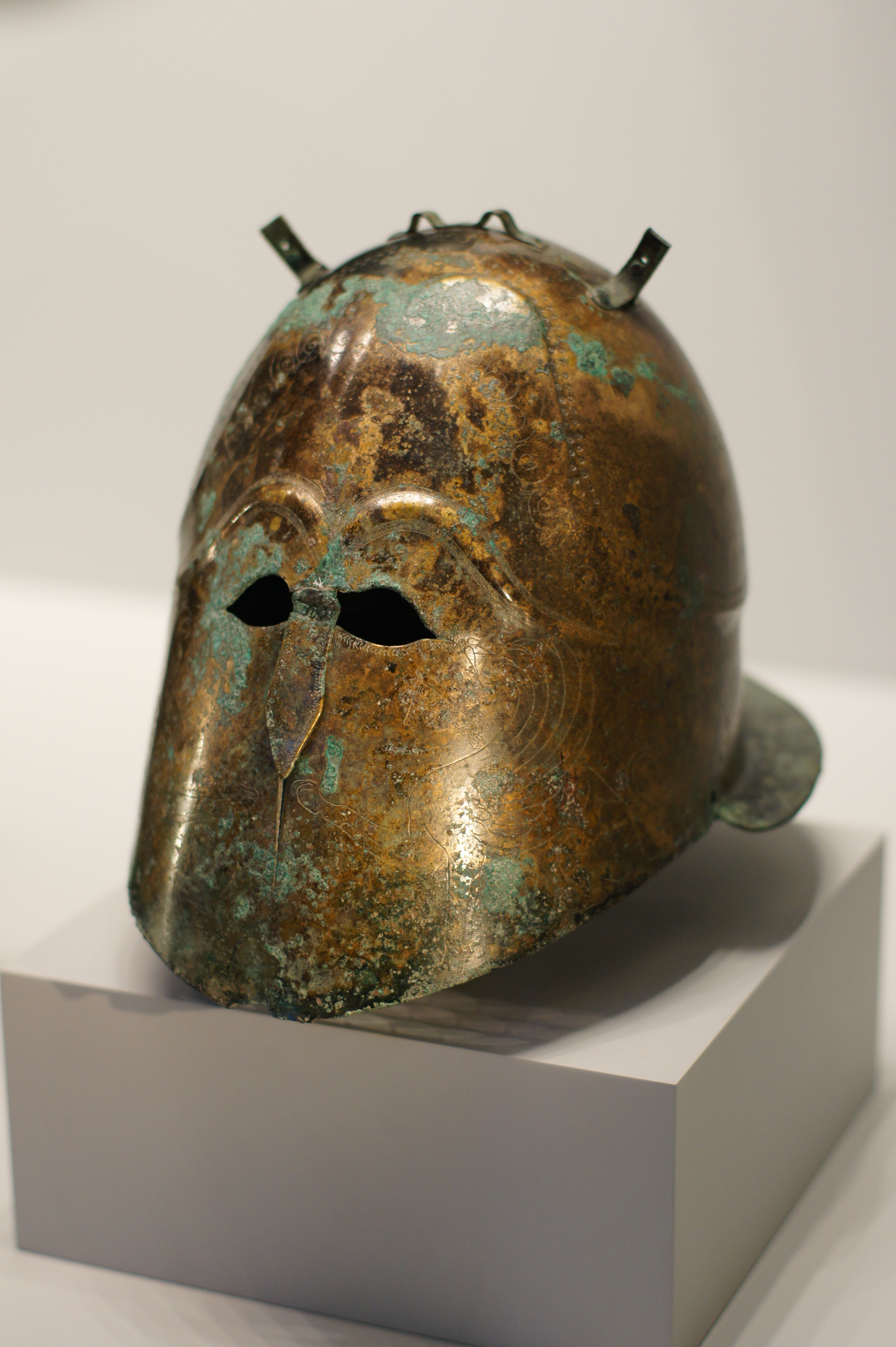
Elmo italo-corinzio, Getty Villa.

L'elmo corinzio (in greco antico: κόρυς κορινθίη?, kórys korinthíē, in greco κάσκα κορινθιακή?, káska korinthiakí) nasce nell'antica Grecia e prende il nome dalla polis di Corinto. Era un tipo di elmo di bronzo che nella sua forma tarda copriva tutta la testa ed il collo, con delle fessure per occhi e bocca.

## Costruzione
L'elmo corinzio era la tipologia di elmo greco che offriva la miglior protezione in battaglia per la testa ma ciò al prezzo d'impedire significativamente vista e udito dell'oplita che l'indossava. In tempo di pace, perciò, il guerriero greco indossava l'elmo corinzio ruotato indietro sulla nuca (come la dea Atena in molte raffigurazioni o come Pericle). Questa abitudine portò a una serie di varianti in Italia, dove le fessure erano quasi chiuse, dato che il casco non era più calato sul viso ma indossato come un copricapo.
Interamente realizzato da un unico pezzo di metallo (fond. bronzo), l'elmo corinzio consisteva in un coppo proteso a coprire integralmente la fronte, con un lungo nasale sulla punta del quale convergevano protuberanze para-guance lanceolati lunghi sino al mento. Una grande proiezione ricurva proteggeva la nuca, in modo simile alla galea romana ed al morione dei conquistadores o allo Stahlhelm tedesco.

## Storia
In accordo alle evidenze artistiche ed archeologiche, l'elmo corinzio era la tipologia di kranos più diffuso tra le forze di fanteria pesante della Grecia arcaica e della prima fase della Grecia classica. Cadde successivamente in disuso in favore di tipologie di elmo più "aperte": fond. elmo calcidico e elmo frigio.
Nell'antica Roma venne introdotto o dagli Etruschi o dai popoli della Magna Grecia ma, a causa del suo costo molto alto, veniva utilizzato solo dai cittadini romani più facoltosi. Anche se l'elmo corinzio classico cadde in disuso presso i Greci, i tipi italo-corinzi rimasero in uso fino al I secolo d.C., essendo utilizzato, tra gli altri, dall'esercito romano. I Fanti da Mar veneziani lo avevano in dotazione fino al XlV secolo e rimase, ma solo come uso farne dono, con elaborate finiture alle ambascerie o a persone di alto rango fino alla fine della repubblica.

## Bibliografia

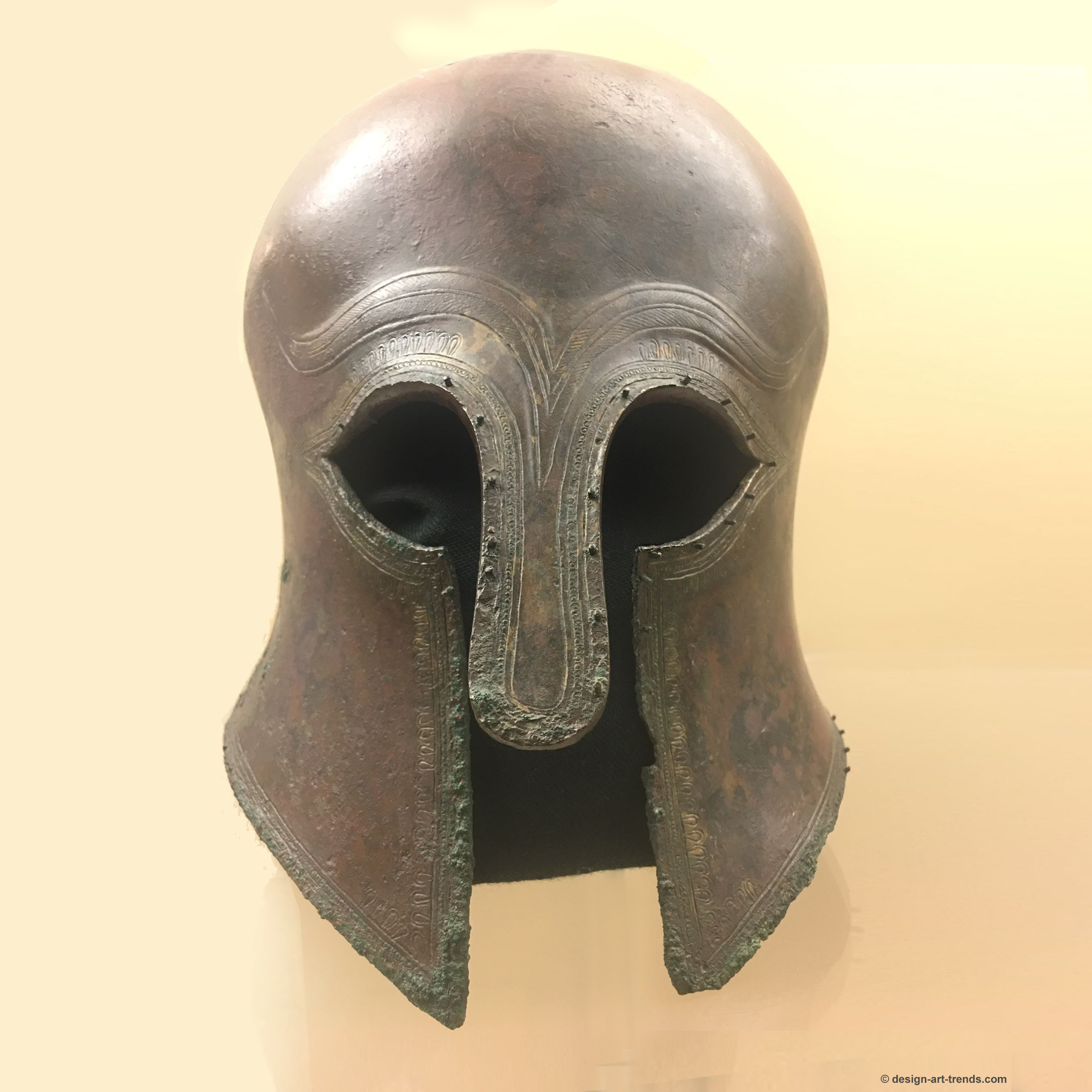
Elmo corinzio fine VI sec. a.C. del Museo Civico di Bassano.